# サーレム・アッ＝ドーサリー
- サレム・アル・ドサリ

サーレム・アッ＝ドーサリー（アラビア語: سالم الدوسري、Salem Al-Dawsari, 1991年8月19日 - ）は、サウジアラビア出身のサッカー選手。サウジ・プロフェッショナルリーグ・アル・ヒラル所属。サウジアラビア代表。ポジションはMF、FW。

## 経歴

### クラブ
アル・ヒラルの下部組織で育ち、2011年にトップチームへ昇格した。2017シーズンのAFCチャンピオンズリーグ・決勝戦2ndレグの浦和レッズ戦では72分に警告を受けた後、78分にもイエローカードを貰い退場した。
2018年1月、スペインとサウジアラビアのリーグやサッカー連盟主導のもと、スペインへレンタル移籍に出された9人のうちの1人としてビジャレアルCFへ半年間のレンタル移籍。しかしビジャレアルでの出場は1試合に終わり、レンタル契約終了後にアル・ヒラルへと復帰した。

### 代表
2022年11月11日、カタールW杯に向けたメンバー26人の1人に選ばれた。11月22日、当時FIFAランキング51位だったサウジアラビア代表として迎えた2022 FIFAワールドカップ・グループCの初戦では、W杯まで36試合無敗を維持していたアルゼンチン代表（FIFAランキング3位）と対戦した。前半にリオネル・メッシのPKによって先制されたものの、後半3分にサレー・アル＝シェフリが同点ゴールを決めた。その5分後にドーサリーはペナルティエリア付近から逆転ゴールを決め、世紀の番狂わせの立役者となった。なお、W杯でアジア勢がアルゼンチンに勝利したのは史上初だった。

## 代表歴

### 出場大会
- サウジアラビア代表
  - 2018 FIFAワールドカップ
  - 2022 FIFAワールドカップ

### 試合数
- 国際Aマッチ 96試合 25得点（2012年-）[5]

| サウジアラビア代表 | 国際Aマッチ | 国際Aマッチ |
| 年                 | 出場        | 得点        |
| ------------------ | ----------- | ----------- |
| 2012               | 2           | 1           |
| 2013               | 7           | 0           |
| 2014               | 9           | 1           |
| 2015               | 4           | 0           |
| 2016               | 0           | 0           |
| 2017               | 5           | 2           |
| 2018               | 14          | 3           |
| 2019               | 9           | 4           |
| 2020               | 1           | 1           |
| 2021               | 8           | 4           |
| 2022               | 13          | 3           |
| 2023               | 6           | 3           |
| 2024               | 16          | 2           |
| 2025               | 2           | 1           |
| 通算               | 96          | 25          |

## タイトル

### クラブ
アル・ヒラル
- サウジ・プロフェッショナルリーグ : 2016-17, 2019–20, 2020–21, 2021–22, 2023-24
- サウジ国王杯 : 2015, 2017, 2019-20, 2022-23, 2023-24
- クラウンプリンスカップ : 2011-12, 2012-13, 2015-16
- サウジ・スーパーカップ : 2015, 2018, 2021, 2023, 2024
- AFCチャンピオンズリーグ : 2019, 2021

### 個人
- AFCチャンピオンズリーグ最優秀選手賞 : 2021
- AFCチャンピオンズリーグエリート得点王 : 2024-25